# Bloodshy & Avant
Bloodshy & Avant est un groupe suédois de producteurs composé de Christian Karlsson et Pontus Winnberg. Ils ont écrit et produit des morceaux pour Britney Spears, Madonna, Ms. Dynamite, Christina Milian, Kelis, Kylie Minogue et Jennifer Lopez pour ne citer que les plus célèbres. On leur doit notamment le hit de Britney Spears Toxic qui figure parmi les singles les plus vendus de 2004 et a été récompensé par un Grammy en 2005.

## Histoire

### Productions
Bloodshy & Avant ont connu leur premier succès en travaillant avec l'autrice-compositrice-interprète américaine Christina Milian pour son premier album, qui donne lieu à deux tubes, AM to PM et When You Look at Me, tous deux classés à la troisième place du UK Singles Chart.
Ils sont ensuite chargés de travailler avec la chanteuse/rappeuse britannique Ms. Dynamite et le groupe de pop anglais Sugababes, récompensé par un Brit Award. La collaboration avec Ms. Dynamite donne lieu à plusieurs titres qui ont figuré sur son premier album, A Little Deeper, y compris son premier single à succès, It Takes More. Ils produisent également des morceaux pour son deuxième album sorti en 2005, Judgement Days.
Bloodshy & Avant ont coécrit et produit deux chansons qui figurent sur l'album In the Zone de Britney Spears en 2003 : le single à succès Toxic, devenu lauréat un Grammy, et Showdown. Ils ont également produit les trois nouvelles chansons de l'album Greatest Hits : My Prerogative et la chanson thème de Britney & Kevin : Chaotic Series. Ils travaillent ensuite avec Spears sur son cinquième album studio, Blackout, pour lequel ils ont collaboré avec Spears sur quatre chansons : le single à succès Piece of Me, Radar, Freakshow et Toy Soldier ; et à nouveau sur son album suivant Circus en 2008, pour lequel ils ont produit les chansons Unusual You, Phonography et Trouble, ces deux dernières n'apparaissant qu'en tant que titres bonus. Bloodshy a coproduit à lui seul deux chansons (How I Roll et Trip to Your Heart) du 7e album studio de Britney Spears, Femme Fatale. Toujours en 2008, Bloodshy & Avant ont produit quelques chansons pour le premier album en anglais de BoA. Un an plus tard, ils produisent Chocolate Love pour les groupes sud-coréens Girls' Generation et f(x).
En 2010, Bloodshy signe avec Sky Ferreira et produit des chansons comme One, 17 et Haters Anonymous

### Remixes et autres projets
Bloodshy & Avant se sont également fait connaître par leurs remixes. Ils ont remixé des chansons de Britney Spears (dont ils ont également écrit et produit les originaux), notamment un remix de Piece of Me qui se classe en première position du classement américain Billboard Hot Club Play. D'autres remixes de Toxic et Me Against the Music ont également atteint la première place du Billboard américain.
En dehors de Bloodshy & Avant, Christian et Pontus font partie d'un groupe avec Andrew Wyatt appelé Miike Snow. Ils dirigent également un label appelé Ändersson avec des artistes et des musiciens signés, dont Little Majorette, Sky Ferreira et Meadow (un projet avec leurs amis Sebastian Ingrosso et Steve Angello).
Winnberg est membre du groupe Amason avec Gustav Ejstes, Idiot Wind (Amanda Bergman Mattson), Nils Törnqvist et Petter Winnberg. Karlsson et Linus Eklöw forment le groupe Galantis. Wyatt et Winnberg font partie des 13 membres fondateurs du collectif d'artistes et du label suédois INGRID.

## Discographie
- 2001 : Busted - Vitamin C
- 2001 : I Can't Say No - Vitamin C
- 2002 : AM To PM - Christina Milian (#2 UK)
- 2002 : It Takes More (Bloodshy Main Mix) — Ms. Dynamite (#7 UK)
- 2002 : When You Look at Me - Christina Milian (#2 UK)
- 2002 : Supernatural - Sugababes
- 2003 : Sweet Dreams My LA Ex — Rachel Stevens (UK #2)
- 2003 : Me Against the Music (Bloodshy & Avant's Dubbie Style Remix) — Britney Spears featuring Madonna (UK #2, US #35, US club play #1)
- 2003 : Me Against the Music (Bloodshy & Avant's Chix Mix) — Britney Spears (without Madonna) (UK #2, US #35, US club play #1)
- 2003 : Toxic — Britney Spears + (Bloodshy & Avant's Intoxicated Remix (UK #1, US #9, US club play #1)
- 2003 : Showdown — Britney Spears
- 2004 : My Prerogative — Britney Spears (UK #3, US #101)
- 2004 : Do Somethin' — Britney Spears (UK #6, US #100)
- 2004 : I've Just Begun (Having My Fun) — Britney Spears
- 2004 : I Need More – Christina Milian
- 2005 : Mona Lisa — Britney Spears
- 2005 : Chaotic — Britney Spears
- 2005 : How High — Madonna
- 2005 : Like It or Not — Madonna
- 2005 : Blah-Blah-Blah – Brooke Valentine
- 2005 : American Girl – Brooke Valentine
- 2005 : Thrill of the Chase – Brooke Valentine
- 2005 : You Make Me Want to be A Man (remix) — Hikaru Utada
- 2006 : Fire — Kelis feat. Spragga Benz
- 2006 : Dance With Me — Natalie
- 2007 : Brave - Jennifer Lopez
- 2007 : Speakerphone — Kylie Minogue
- 2007 : Nu-di-ty — Kylie Minogue
- 2007 : No More Rain - Kylie Minogue
- 2007 : Cherry Bomb - Kylie Minogue
- 2007 : See my Side - Jordin Sparks
- 2007 : Shy Boy - Jordin Sparks
- 2007 : Young and In Love - Jordin Sparks
- 2007 : Piece of Me - Britney Spears (UK #2, US #18)
- 2007 : Radar - Britney Spears (US #107)
- 2007 : Freakshow - Britney Spears
- 2007 : Toy Soldier - Britney Spears
- 2008 : Phonography - Britney Spears
- 2008 : Unusual You - Britney Spears
- 2011 : How I Roll - Britney Spears